# حمدان الكبيسي
حمدان عبد المجيد محمد الكبيسي (من مواليد 1934 بغداد - توفي في 29 مايو 2021) باحث ومؤرخ وأقتصادي وأكاديمي عراقي.

## سيرته

### حياته
ولد حمدان في بغداد عام 1934، أكمل دراساته الابتدائية والمتوسطة والإعدادية ودخل قسم التاريخ بكلية التربية – جامعة بغداد وحصل سنة 1963 على البكالوريوس بدرجة الشرف، حصل على الماجستير بدرجة جيد جداً عام 1973/ كلية الآداب / جامعة بغداد، ثم حصل على الدكتوراه بدرجة الشرف الأولى عام 1977 من كلية الآداب - جامعة القاهرة. توفى في 28\5\2021 وذلك لاصابته ب فايروس كورونا

### مساهماته
- ساهم في مؤتمر الاقتصاد الإسلامي الذي عُقد في الجامعة الأردنية 1983 وألقى بحثاً عن «النظام النقدي في الدولة الإسلامية».[2]
- عمل أستاذا في جامعة قسنطينة في الجزائر للفترة من 1980 - 1982.
- ساهم في المؤتمر الذي عُقد في القاهرة / شباط 1989 وألقى بحثاً تناول فيه الصلات الاقتصادية والمالية بين العراق ومصر خلال العصر العباسي الأول.
- ساهم في الملتقى الدولي الذي نظمته كلية الإدارة والاقتصاد / الجامعة المستنصرية / العراق / حيث ألقى بحثاً: (القروض في الإسلام) ونشر البحث في مجلة كلية الإدارة والاقتصاد / عدد خاص / نيسان / 1995 .
- ساهم في المؤتمر الذي عقدته جامعة تكريت بالتعاون مع اتحاد المؤرخين العرب عام 2000 وألقى بحثاً فيه بعنوان «أثر الملك العادل في التصدي للحملة الصليبية الثالثة وتحرير القدس».
- ساهم في المؤتمر الذي عقدته جامعة تكريت بالتعاون مع اتحاد المؤرخين العرب عام 2001 وألقى بحثاً فيه بعنوان«أهمية القدس الاقتصادية والمالية في العصور الإسلامية».
- ساهم في المؤتمر القطري الأول لأقسام التاريخ والآثار الذي عُقد في كلية الآداب / جامعة بغداد تشرين الثاني 2001 وألقى فيه بحثاً بعنوان: «آراء قدامة بن جعفر في مسألة ملكية الأراضي الزراعية والضرائب المستحقة عليها».
- ساهم في الندوة الموسومة: «حوار في التاريخ والحضارة» التي عقدتها كلية التربية / ابن رشد 16 كانون الثاني 2002 وألقى فيها بحثاً بعنوان: «مكانة العراق الاقتصادية والمالية في العصور الإسلامية».[3]

### العضوية والمناصب
- عضو اتحاد المؤرخين العرب.
- رئيس قسم التاريخ والحضارة في معهد التاريخ العربي للدراسات العليا.
- عضو في لجنة بأمانة العاصمة لتسمية الشوارع والساحات ببغداد.
- عضو في الفريق الاستشاري بقسم الدراسات التاريخية / بيت الحكمة.
- عضو في لجنة الدراسات العليا بقسم التاريخ / كلية الآداب / جامعة بغداد.
- عضو في لجنة التاريخ والحضارة / المجمع العلمي العراقي.
- ظهر اسمه من بين المتميزين علميا على مستوى الجامعات العراقية لـ 3 سنوات متتالية.

### الجوائز
- منح وسام العلم.[4]

### مؤلفاته
1. عصر الخليفة المقتدر بالله، بغداد 1974 .
2. دراسات في المجتمع العربي / منهجي (مشترك) بغداد 1977 .
3. الحضارة العربية الإسلامية / منهجي (مشترك) بغداد 1987 .
4. دراسات في تاريخ الاقتصاد العربي الإسلامي / بغداد 1988 .
5. القائد جرير بن عبد الله البجلي، بغداد 1988 .
6. أصول النظام النقدي في الدولة العربية الإسلامية، بغداد 1988 .
7. أصالة نظام الحسبة العربية الإسلامية، بغداد 1988 .
8. القائد سيف الدولة الحمداني، بغداد 1988 .
9. أسواق العرب التجارية قبيل الإسلام، بغداد 1989.
10. أسواق بغداد حتى بداية التسلط البويهي، بغداد 1979.
11. الخراج.. أحكامه ومقاديره، وبغداد 1991.
12. النشاط المصرفي في الدولة العربية الإسلامية، بغداد 2000/بيت الحكمة.
13. الزراعة والري في العراق في العصور الإسلامية، بغداد/المجمع العلمي 2002 .
14. الأسس الاقتصادية والمالية التي أرساها الرسول صلى الله عليه وسلم. طبعه المجمع العلمي 2011 .
15. الجوانب الاقتصادية والمالية في كتاب معجم البلدان لياقوت الحموي / بلاد العرب / بآسيا. طبعه المجمع العلمي العراقي 2013.
16. في الفكر الاقتصادي الإسلامي... حقائق ومعالجات وآفاق. 2013.[5]